# Привокзальный (Краснодарский край)
Привокзальный — хутор в Тимашёвском районе Краснодарского края России.
Входит в состав Роговского сельского поселения.

## География
На хуторе одна улица — улица Вокзальная.

## Население
| 2002 | 2010 |
| ---- | ---- |
| 189  | ↘186 |

## Инфраструктура
Путевое хозяйство. Действует непассажирская железнодорожная станция Роговская.

## Транспорт
Автомобильный и железнодорожный транспорт.